# 米华健
米华健（英語：James A. Millward，1961年—），美国历史学家，美国乔治城大学埃德蒙·沃尔什外交服务学院历史学教授。研究专长涵盖欧亚大陆的内陆史、以及清代时期的新疆历史，是美国“新清史”学派的代表人物之一。

## 履历
他于1983年获哈佛大学东亚语言与文明学士学位，1993年获斯坦福大学历史学博士学位。1990年，撰写博士论文的时候，米华健曾经在中国人民大学清史所进修。米华健最初在美国亚利桑那大学教中国史。他还供职于亚洲研究协会和中央欧亚研究协会理事会，2001年任中央欧亚研究协会主席。米华健也在芝加哥大学出版社担任学术编辑。
他的代表作有《嘉峪关外：1759-1864年新疆的经济、民族和清帝国》及《欧亚大陆的十字路口：新疆全史》等。
《欧亚大陆的十字路口：新疆全史》是米华健第一部正式研究清代新疆史的专著，其有系统地从财政、关贸与族群等主题来观察清代治理新疆的特点和得失。米华健亦关注新疆伊斯兰教史与当代新疆的分离主义运动等议题。他学术兴趣包括中亚文化史，像弦乐器如何从原产地扩散到整个欧亚大陆。他认为自己的写作目的，主要有两个，一来是希望吸引更多的读者，尤其是非专业的读者，二来是推广世界史的理念，也就是大历史的理念。

### 政治立场
米华健因为与其他学者2004年联合纂写了《新疆：中国的穆斯林边陲》一书，其到中国做田野研究的签证申请，遭到中国政府拒签。 2017年8月，米华健针对英国剑桥大学出版社迫于压力，同意中国要求把权威期刊《中国季刊》315篇文章与书评在中国网站下架一事发表公开信，批评出版社的让步行为是自我审查，“懦弱、可耻且具破坏性”，并要求剑桥大学出版社拒绝中国当局的要求。他的公开信在西方学术界引起广泛回响。最后剑桥大学出版社取消了这个决定。 米华健亦呼吁外界关注中国政府对新疆维吾尔人的镇压，并提醒人们警惕类似的情形蔓延至中国乃至世界其他地方。

## 学历
- 斯坦福大学 - 博士

- 倫敦大學亞非學院 - 文學碩士

- 哈佛大学 - 文学士

## 中译本
- 《嘉峪关外：1759-1864年新疆的经济、民族和清帝国》（Beyond the Pass: Economy, Ethnicity, and Empire in Qing Central Asia, 1759- 1864），香港中文大学出版社，2017年。本书由米华健的博士论文修改而成，英文版最初于1998年由斯坦福大学出版社出版，中译本由山西财经大学晋商研究院副教授贾建飞译出。本书最初打算作为国家清史纂修工程的一部分成果出版，但由于其他原因一直未能正式发行，译稿初版也只能在网络上流传。几经波折后，这部中译稿终于由香港中文大学出版社于2017年发行，而且增加了作者的中文版序以及另一篇关于香妃的论文。[8] 清史编译组原本将中译本名定为 《西出阳关》，但译者认为这个书名虽然很有诗意，但无法如实反应米华健的原意，特别是尤其是不能体现出米华健试图在书中表达出的将嘉峪关视为一个地理与文化上的分界线这样一种意图，反而会误导读者，故最后定名为《嘉峪关外》。[9]
- 《丝绸之路》（The Silk Road： A Very Short Introduction），译林出版社，2017年。本书初版于2013年，属于由牛津大学出版社出版的“牛津通识读本”系列丛书，是一本极为简明介绍丝绸之路的具有导论性质的书。[10] 米华健在本书英文版的谢辞中，语带调侃地感谢了那些七年来拒绝给他签证的不知名的中国官员，因为这反而使他对中国以外的地方产生了兴趣。[11]